# Matsumoto Kōshirō VIII.

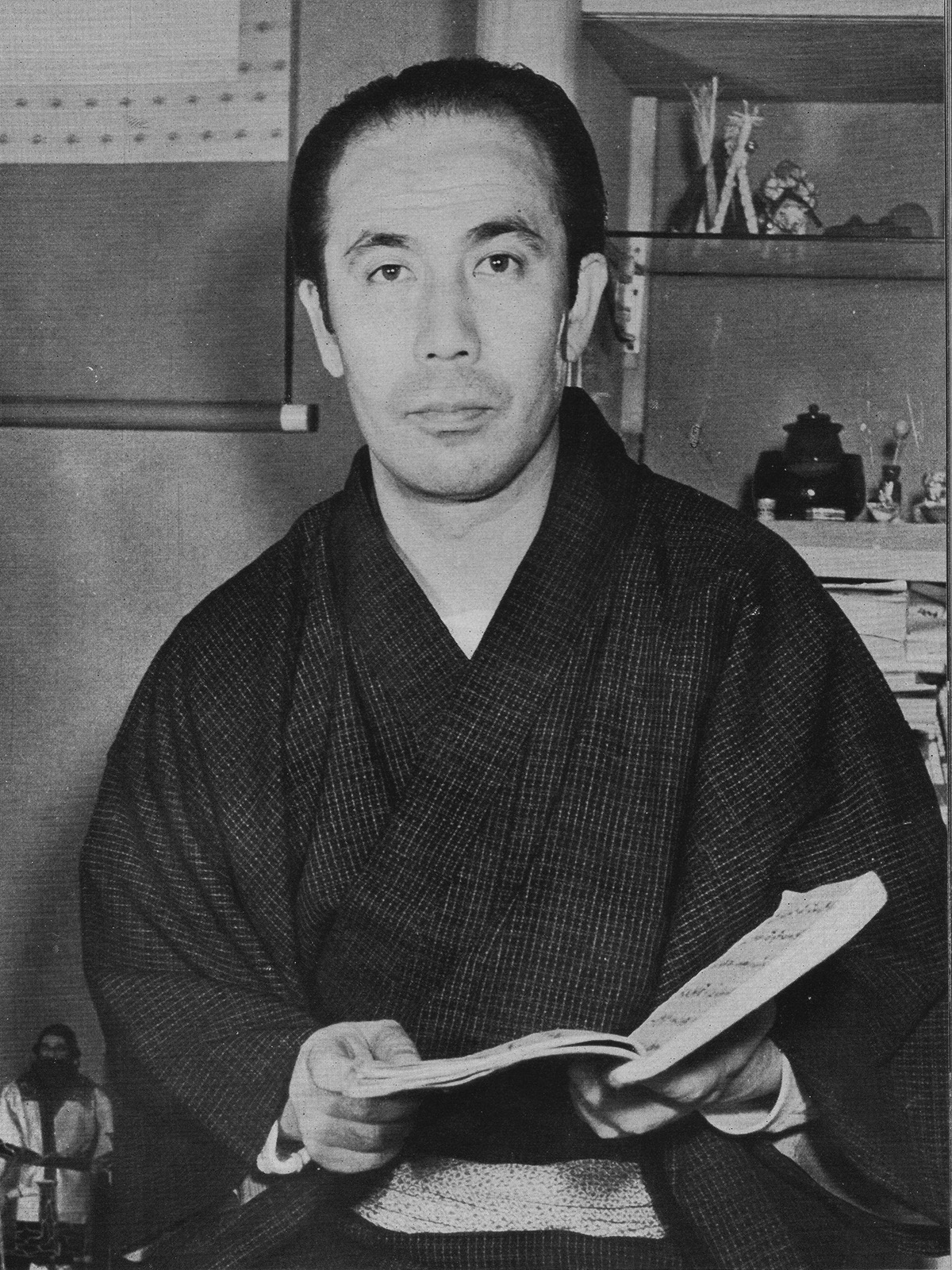
Matsumoto Kōshirō VIII.

Matsumoto Kōshirō VIII. (japanisch 8代目松本幸四郎, später Matsumoto Hakuhō I. (初代松本白鸚); geboren 7. Juli 1910 in Tokio; gestorben 11. Januar 1982) stammte aus einer der bekanntesten Familien unter den Schauspielern des Kabuki-Theaters.

## Übersicht
Matsumoto Kōshirō VIII. war der zweite Sohn des Matsumoto Kōshirō VII. 1925 trat er unter dem Namen Matsumoto Junzō (松本 純蔵) zum ersten Mal auf. Ab 1928 bildete er sich unter Nakamura Kichiemon I. (初代中村吉右衛門) weiter. Nach dem Pazifikkrieg trat er ab 1949 als Kōshirō VIII. auf. Nachdem 1954 Kichiemon gestorben war, übernahm er dessen Kabuki-Truppe und führte „Jidaimono“ (時代物), also „Gegenwartsdramen“, auf. Danach wollte er unbedingt der sogenannten „Shōchiku-Linie“ entgehen und führte 1957 das von Fukuda Tsuneari verfasste Drama „Akechi Mitsuhide“ im Bungakuza (文学座) auf. 1960 fand die Aufführung „Othello“ große Beachtung. 1961 schloss er mit dem Filmunternehmen Tōhō einen Vertrag und begann in Filmen aufzutreten. Nach Ende des Vertrages arbeitete er auch wieder für Shōchiku.
Nachdem Matsumoto im Herbst 1979 am Morbus Behçet gelitten und etwa ein Jahr pausiert hatte, wurde er wieder häufig krank. Er nannte sich nun „Matsumoto Hakuō I.“. Sein letzter Auftritt war die Darstellung des Ii Naosuke in dem Stück „Ii Tairō“ (井伊大老). Zu seinen Auftritten in Stücken, die besonders in Erinnerung bleiben, gehören „Kumagai jinya“ (熊谷陣屋), „Sakaro“(逆櫓), „Chūshingura“ (忠臣蔵), „Kanjinchō“ (勧進帳). Auch sein Auftritt in „Onihei hankachō“ (鬼平犯科帳) im Fernsehen ist unvergessen.
1974 wurde Matsumoto in der Kategorie Kabuki mit dem Preis der Japanischen Akademie der Künste ausgezeichnet. 1975 wurde er zum „Lebenden Nationalschatz“ erklärt, 1978 als Person mit besonderen kulturellen Verdiensten geehrt und 1981 mit dem Kulturorden ausgezeichnet.